# Білошицька-Костюкевич Олена Миколаївна
Оле́на Микола́ївна Білоши́цька-Костюке́вич (*27 жовтня 1958) — українська письменниця, драматургиня, журналістка. Двоюрідна племінниця Тетяни Черниш.

## Біографія
Народилася 27 жовтня 1958 року у Житомирі.
У 1976 році — закінчила житомирську середню школу №25 з золотою медаллю. Цього ж року — вступила на планово-економічний факультет Київського інституту народного господарства.
Працювала викладачкою спеціальних економічних дисциплін, інженеркою НОП, економісткою. 
Співпрацює з газетою «День», Інтернет-виданнями. 
У кінці 2008 року в житомирському видавництві «Полісся» вийшла книга прозових творів «Роман із компанією», до якої увійшли роман «Чи важко плити у H2SO4?», п'єса «Діалектика нещасть у часі і просторі» і радіоп'єса «Обставини місця, часу і т. д., і. т. п.».
З 2015 року — член Національної спілки журналістів України. Цього ж року — стала лавреаткою Літературно-мистецької премії імені Лесі Українки Житомирського обласного відділення Українського фонду культури та Управління культури Житомирської обласної державної адміністрації — за письменницький доробок та цикл рецензій на українські театральні постановки.

## Твори

### Роман, п'єси, новели
- 2005 Чи важко плити у H2SO4?
- 2005 Діалектика нещасть у часі і просторі
- 2007 Обставини місця, часу і т. д., і. т. п.
- 2013 Миронслав
- 2016 Вернісаж: триптих

### Статті та есе
- Заявка на… абсурд
- «Божі тварі» чи «Звичайна історія»?
- Спецрейс для «заклятих» ближніх
- Сприйняття — справа делікатна
- Знайомтеся: генеральша Його Величності!
- Гості зі Срібної Землі — 2
- Споглядання із приємністю і не без моралі
- Головний спілчанський криничар, або Із якої криниці питимемо?
- Пейзаж: рейтинг зашкалює
- Співець? Філософ? Майстер!
- Черговий клон чи неабияка пані?
- Ювілейний автопортрет житомирських митців у затісній рамі
- І про культуру… «Датська» виставка